# 女子アナの罰
『女子アナの罰』（じょしアナのばつ）は、2012年（平成24年）7月16日から2014年（平成26年）3月26日まで、TBS系列で毎週水曜日・深夜25:28 - 25:58に放送されたバラエティ番組。全82回。

## 概要
「人気のないTBSの女子アナウンサーを愛のある罰ゲームで素敵なアナウンサーへ導く」と銘打ち、2006年以降TBSテレビに入社した若手女子アナウンサーの中から、毎回3 - 5人が企画に挑み成績が最も悪い者に『凄まじい罰ゲームを課す』深夜バラエティ番組である。
企画や罰ゲームを通して、普段の番組で見られない女子アナウンサーたちの個性、本音、人間関係などが見られ、放送当初から高視聴率で同時間帯の他番組に比して1位を独走した。2012年10月26日深夜の放送で番組平均視聴率が3.1％。
2012年（平成24年）10月26日からTBS公式YouTubeで映像配信を開始し、2日間で約9万回再生される人気となった。本放送のダイジェストの他、YouTubeオリジナル「ウラの罰」などのスピンオフ企画も配信している。
放送初回から、加藤シルビアと1年後輩の田中みな実がぶつかり合う構図が繰り返され、2013年（平成25年）1月26日に、女子アナウンサーが両陣営に分かれてチーム対抗戦を行う、1時間超のスペシャル番組が放送された。2013年3月に加藤が番組を卒業し、3月18日と25日に「シルビア卒業式」が前・後編で放送された。
4月にDVD2巻が発売。同局で初となる女子アナウンサー番組のDVD化であった。このDVD発売を記念してファン感謝祭と同時に番組の公開収録が5月11日に催され、その模様は#39&40にて放送された。

## 出演者

### MC
- 大久保佳代子（オアシズ）
- 伊達みきお（サンドウィッチマン）

### ナレーター
- 富澤たけし（サンドウィッチマン）

### TBS女性アナウンサー
放送当時・入社順に記載
- 出水麻衣（#1のみ）
- 水野真裕美（#8から）
- 枡田絵理奈（#1のみ）
- 加藤シルビア（#1から#32[5]）
- 江藤愛（#7から）
- 田中みな実（#1から）
- 小林悠（#2から）
- 佐藤渚（#2から）
- 古谷有美（#4から）
- 吉田明世（#2から）
- 林みなほ（#17から）
- 小林由未子（#64から）

## 企画

### レギュラー版
これまで行われた企画及びゲストの女子アナウンサーと罰ゲームは以下の通り、カッコ内の数字は出演回数もしくは罰ゲームを受けた回数。

#### 2012年
| 1  | 7月16日  | 出水麻衣（初）、加藤シルビア（初）、枡田絵理奈（初）、田中みな実（初）                                                             | 好きな女子アナ街頭調査                                     | 加藤シルビア（初）                                                      | E.T.の着ぐるみを着て自宅からTBSまで自転車通勤。            | | － YouTube公式開設前 |
| 2  | 7月23日  | 加藤シルビア（2）、田中みな実（2）、小林悠（初）、佐藤渚（初）、吉田明世（初）                                                     | 公式プロフィール徹底検証                                   | 田中みな実（初）                                                        | 街頭やさぐれラップ                                         | ラッパー姿で番組オリジナルを新宿駅西口の街頭で披露。 | － YouTube公式開設前 |
| 3  | 7月30日  | 加藤シルビア（3）、田中みな実（3）、小林悠（2）、佐藤渚（2） ／犬走比佐乃（ゲスト）                                                | 私服がダサい女子アナは誰か!? チェック                      | 小林悠（初）                                                            | 多汗症の番組ディレクター（高岡猛）に自前の勝負服を着られる | | － YouTube公式開設前 |
| 4  | 8月6日   | 田中みな実（4）、古谷有美（初）、吉田明世（2）                                                                                     | 汚れグルメリポート                                         | 吉田明世（初）                                                          | TBSの社内エレベーターでカラオケを熱唱。                    | 三曲歌って終わりの筈が、1時間半TBS局内の業務用エレベーターで歌わせる羽目になった。 | － YouTube公式開設前 |
| 5  | 8月13日  | 加藤シルビア（4）、田中みな実（5）、小林悠（3）、古谷有美（2）、吉田明世（3） ／安東弘樹（審査員）                                 | 女子アナリポート対決                                       | 吉田明世（2）                                                           | ワカメの貞子                                               | 大量の生ワカメを頭にかぶり ｢ワカメの貞子｣として、九十九里浜の砂浜を這いつくばる。 | － YouTube公式開設前 |
| 6  | 8月20日  | 加藤シルビア（5）、田中みな実（6）、小林悠（4）、古谷有美（3）、吉田明世（4） ／安東弘樹（審査員）                                 | 絵がヘタな女子アナは誰だ!?                                 | 加藤シルビア（2） 、 小林悠（2） 、 吉田明世（3）                       | 後片付けをして自力で帰社                                   | スタッフとともにロケの後片付けをして 収録場所からロケバスではなく自力で帰社する。 | － YouTube公式開設前 |
| 7  | 8月27日  | 加藤シルビア（6）、江藤愛（初）、田中みな実（7）、古谷有美（4） ／四方聡（審査員）                                                 | 料理対決                                                   | 江藤愛（初）                                                            | 出演者とスタッフのロケ弁当と飲み物の代金を自腹で支払う。   | 津多屋の紀州梅ごま幕の内弁当30人分39,000円と、ポカリスエット100本分の代金15,000円を、手持ち現金が無く、近くのATMで下ろし、ロケ先の武蔵野調理師専門学校で支払った。                              | － YouTube公式開設前 |
| 8  | 9月3日   | 水野真裕美（初）、加藤シルビア（7）、江藤愛（2）、古谷有美（5）                                                                    | 体力・運動神経のない女子アナは誰だ 女子アナ・ガチ体育祭    | 水野真裕美（初）                                                        | 星飛雄馬になって星一徹とともに電車で帰宅。                 | | － YouTube公式開設前 |
| 9  | 9月10日  | 水野真裕美（2）、加藤シルビア（8）、小林悠（5） ／田村恵里（初）                                                                   | 最もアホな女子アナは誰か!? リアル学力チェック              | 小林悠（3）                                                             | アホの坂田に扮してTBS夏サカスを満喫。                      | 番組前半に長峰由紀と研修中の林みなほ、小林の罰執行中に吉川美代子が出演していた。 | － YouTube公式開設前 |
| 10 | 9月24日  | － | 女子アナが選ぶ2度と受けたくない罰ゲームランキング          | なし                                                                    | なし                                                       | 出演女子アナに｢嫌な罰は?｣とアンケート取ったところ、全員が（#5で）吉田明世が九十九里浜でやった｢ワカメの貞子｣を選んだ。                                                                           | － YouTube公式開設前 |
| 11 | 10月5日  | 水野真裕美（3）、田中みな実（8）、小林悠（6）、佐藤渚（3）、古谷有美（6）、吉田明世（5）                                           | カラオケ対決                                               | 佐藤渚（初）                                                            | 街頭M.C.ハマー                                             | 場所は#2で田中が罰ゲームを行った新宿駅西口の街頭で披露。 | － YouTube公式開設前 |
| 12 | 10月12日 | 田中みな実（9）、佐藤渚（4）、吉田明世（6）                                                                                        | 女子アナ ドッキリリアクション対決!                         | 佐藤渚（2）                                                             | カメラに向かって変顔から、ドッキリで顔面パイ投げ。         | | － YouTube公式開設前 |
| 13 | 10月19日 | 加藤シルビア（9）、田中みな実（10）、佐藤渚（5）、吉田明世（7）                                                                    | 1クールお疲れさまパーティー?? → 味覚判断対決               | 加藤シルビア（3） 、 田中みな実（2） 、 吉田明世（4）／ボンソワール田村 | 街頭ロボットダンス                                         | 本当の企画は提供された料理の中から安い物を1品選んで当てる。 佐藤渚だけ正解、残り3名は麻布十番の街頭で罰ゲームを受ける。                                                                         | ○                    |
| 14 | 10月26日 | 加藤シルビア（10）、江藤愛（3）、田中みな実（11）、吉田明世（8） ／田村恵里（審査員）                                              | 私服がダサい女子アナは誰だ!? 秋のファッションチェック      | 加藤シルビア（4）                                                       | レディー・ガガの衣装で出勤。                               | | ○                    |
| 15 | 11月2日  | 加藤シルビア（11）、田中みな実（12）、佐藤渚（6）、古谷有美（7）、吉田明世（9） ／ユーコ・スミダ・ジャクソン（審査員兼ダンス指導） | 踊れないのは誰だ!? 女子アナダンス対決                      | 佐藤渚（3）                                                             | 廃校で一人肝試し。                                         | | ○                    |
| 16 | 11月9日  | 加藤シルビア（12）、江藤愛（4）、古谷有美（8）、吉田明世（10）                                                                     | 本能で生きる動物にも愛される 心の綺麗な女子アナかチェック! | 古谷有美（初） 、 吉田明世（5）                                         | ダーナちゃん（体長4mの蛇）と仲良くなる。                   | | ○                    |
| 17 | 11月16日 | 加藤シルビア（13）、林みなほ（初）                                                                                                 | 女子アナ ガチゴルフ対決                                    | 加藤シルビア（5）                                                       | 河童の被り物で酒盛り。                                     | 千葉県長生郡長南町にあるゴルフ場「ゴールデンクロスカントリークラブ」でゴルフスコア対決。 罰ゲームは、同ゴルフ場のティーグラウンドそばにある池で、ボートを浮かべて河童の被り物を着て酒盛りした。 | ○                    |
| 18 | 11月23日 | 加藤シルビア（14）、林みなほ（2） ／越田泰羽（小学生ゴルファー）                                                                   | 林と泰羽ちゃんのゴルフ対決                                 | 加藤シルビア（6） 、 林みなほ（初）                                     | ジャイアント馬場とアントニオ猪木で打ちっぱなし             | | ○                    |
| 19 | 11月30日 | 加藤シルビア（15）、田中みな実（13）、小林悠（7）、佐藤渚（7）、古谷有美（9）、吉田明世（11）、林みなほ（3） ／森隆志（審査員）    | 売れるグッズを作れ! 女子アナグッズプレゼン対決             | 古谷有美（2）                                                           | 目玉のおやじになってグッズ販売。                           | 放送から半年後（2013年5月）に田中がプレゼンした物が商品化 | ○                    |
| 20 | 12月7日  | 加藤シルビア（15）、田中みな実（13）、小林悠（7）、佐藤渚（7）、古谷有美（9）、吉田明世（11）、林みなほ（3） ／森隆志（審査員）    | 売れるグッズを作れ! 女子アナグッズプレゼン対決             | 古谷有美（2）                                                           | 目玉のおやじになってグッズ販売。                           | 放送から半年後（2013年5月）に田中がプレゼンした物が商品化 | ○                    |
| 21 | 12月14日 | 加藤シルビア（16）、小林悠（8）、古谷有美（10）、吉田明世（12） ／新タ悦男（審査員）                                               | アドリブ実況対決!!                                         | 吉田明世（6）                                                           | 吉川晃司になってモニカのBGMで洗車。                        | | ○                    |
| 22 | 12月21日 | － | 富澤が選ぶ今年のBEST罰ゲーム                               | なし                                                                    | なし                                                       | この放送で富澤が選んだ1位は#14で加藤シルビアが受けた｢レディー・ガガの衣装で出勤｣だった | ○                    |

#### 2013年
| 23     | 1月21日        | 加藤シルビア（17）、佐藤渚（8）、古谷有美（11）、吉田明世（13）、林みなほ（4） | 新春かくし芸大会                                                                         | 加藤シルビア（7）/ 大久保佳代子（初）                               | 最新!高岡式マッサージ                                                                   | MC2人と高岡Dも助演でかくし芸に参加 罰となった加藤とコンビで助演した大久保も罰ゲームを受けた | ○                      |
| 24     | 1月28日        | 加藤シルビア（17）、佐藤渚（8）、古谷有美（11）、吉田明世（13）、林みなほ（4） | 新春かくし芸大会                                                                         | 加藤シルビア（7）/ 大久保佳代子（初）                               | 最新!高岡式マッサージ                                                                   | MC2人と高岡Dも助演でかくし芸に参加 罰となった加藤とコンビで助演した大久保も罰ゲームを受けた | ○                      |
| ※SPⅠ   | 1月26日        | 加藤シルビア（18）、江藤愛（5）、田中みな実（14）、小林悠（9）、佐藤渚（9）、古谷有美（12）、吉田明世（14）、林みなほ（5） | シルビア軍vsみな実軍 罰をかけた仁義なき戦いSP                                            | 田中みな実（3）                                                     | リアル鬼メイクで豆まき。                                                                | 詳細は罰をかけた仁義なき戦い項目にて | × 特番のため未配信     |
| 25     | 2月4日         | 水野真裕美（4）、佐藤渚（10）、古谷有美（13）、吉田明世（15）、林みなほ（6） | 局内期待値調査                                                                           | 林みなほ（2）                                                       | デーモン閣下で、オープンカフェ。                                                        | 結果発表のロケ終了後に、林みなほが泣いてしまうハプニングが起き、出演女子アナが林を慰めた。 | ○                      |
| 26     | 2月11日        | 水野真裕美（5）、加藤シルビア（19）、佐藤渚（11）、吉田明世（16）、林みなほ（7） ／マイケル富岡（審査員） | バレンタイン ガチチョコ作り対決                                                          | 加藤シルビア（8）                                                   | 梅干し10個でご飯1杯を食べる。                                                           | 「罰ボックス」導入、選択抽選で罰ゲーム決定 | ○                      |
| 27     | 2月18日        | 加藤シルビア（20）、田中みな実（15）、小林悠（10） | 女子アナ つっこみ選手権                                                                  | 加藤シルビア（9）                                                   | レレレのおじさんの扮装でアイスリンクを掃除。                                            | 「罰ボックス」導入、選択抽選で罰ゲーム決定 | ○                      |
| 28     | 2013年 2月25日 | 田中みな実（16）、佐藤渚（12）、古谷有美（14）、吉田明世（17） ／黒田アーサー（審査員） | 女子アナ ガチメール対決                                                                  | 古谷有美（3）                                                       | 公園で一人鍋。                                                                          | 「罰ボックス」導入、選択抽選で罰ゲーム決定 | ○                      |
| 29     | 3月4日         | 江藤愛（6）、古谷有美（15）、吉田明世（18）、林みなほ（8） ／宮本実香（審査員） | 常識がない女子アナは誰だ! テーブルマナー対決                                             | 林みなほ（3）                                                       | 動物番組P 樋江井さんの話を全部聞くまで帰れま10。                                        | 「罰ボックス」導入、選択抽選で罰ゲーム決定 | ○                      |
| 30     | 3月11日        | 江藤愛（7）、小林悠（11）、古谷有美（16）、吉田明世（19）、林みなほ（9） ／田村恵里（審査員） | 抜き打ちファッションチェック                                                             | 吉田明世（7）                                                       | 番組ナレーター（富澤たけし）を上から目線でダメ出し。                                    | 「罰ボックス」導入、選択抽選で罰ゲーム決定 | ○                      |
| 31     | 3月18日        | 加藤シルビア（21）、江藤愛（8）、田中みな実（17）、佐藤渚（13）、古谷有美（17）、吉田明世（20）、林みなほ（10） | シルビア卒業式                                                                           | 加藤シルビア（10）                                                  | 日本最北の宗谷岬で一人鍋。                                                              | 「罰ボックス」導入、選択抽選で罰ゲーム決定 | ○                      |
| 32     | 3月25日        | 加藤シルビア（21）、江藤愛（8）、田中みな実（17）、佐藤渚（13）、古谷有美（17）、吉田明世（20）、林みなほ（10） | シルビア卒業式                                                                           | 加藤シルビア（10）                                                  | 日本最北の宗谷岬で一人鍋。                                                              | 「罰ボックス」導入、選択抽選で罰ゲーム決定 | ○                      |
| 33     | 4月17日        | 佐藤渚（14）、古谷有美（18）、吉田明世（21）、林みなほ（11） | 女子アナ達が謎を解く 名探偵アナン                                                        | 佐藤渚（4）                                                         | シルビアの伝統を継げ!E.T.の着ぐるみを着てお台場からTBSまで自転車通勤!!                  | 罰ゲーム対象者は佐藤と古谷だったが、「E.T.の着ぐるみ」が1着しかなく「罰ボックス」の抽選で佐藤が当たり（古谷はセーフ）を引いて決定                                                                      | ○                      |
| 34     | 4月24日        | 小林悠（12）、佐藤渚（15）、吉田明世（22） ／ブルボンヌ（女装パフォーマー）、肉乃小路ニクヨ（仕掛け人） | じゃんけん                                                                               | 小林悠（4）                                                         | おかまバーに1日体験入店おかま                                                           | この回は罰ゲームがメイン企画 舞台はフルボンヌがママを務めるお店で執行された | ○                      |
| 35     | 5月1日         | 田中みな実（18）、佐藤渚（16）、吉田明世（23）、林みなほ（12） ／新夕悦男（審査員） | 第二弾 アドリブ実況対決                                                                  | 林みなほ（4）                                                       | ヘビメタ1日店員                                                                         | 「罰ボックス」の選択抽選で罰ゲーム決定 | ○                      |
| 36     | 5月8日         | 吉田明世（24）／渡辺アキラ（審査員） | 吉田の罰スペシャル                                                                       | 吉田明世（8）                                                       | 七変化出勤!爆笑とるまでTBSに入れません!                                                 | 「罰ボックス」の選択抽選で罰ゲーム決定 | ○                      |
| 37     | 5月15日        | 江藤愛（9）、田中みな実（19）、佐藤渚（17）、林みなほ（13） | おしえて! 女子アナ先生対決!                                                              | 佐藤渚（5）                                                         | 妖怪小豆あらいで赤坂サカスで小豆を洗う                                                  | 「罰ボックス」の選択抽選で罰ゲーム決定 | ○                      |
| 38     | 5月22日        | 江藤愛（10）、田中みな実（20）、小林悠（13）、吉田明世（25） ／大串亜由美（スピーチ講師・審査員）他 | 女子アナ結婚スピーチ対決                                                                 | 小林悠（5）                                                         | ウェディングケーキをおかずにご飯一杯食べる                                              | | ○                      |
| 39     | 5月29日        | 水野真裕美（6）、江藤愛（11）、田中みな実（21）、小林悠（14）、佐藤渚（18）、古谷有美（19）、吉田明世（26）、林みなほ（14） ／ボンソワール田村（審査員 ※後編のみ）                                                             | DVD発売記念! 女子アナの罰ファン感謝祭 〜女子アナの罰名物企画 怒涛の2番勝負〜             | 吉田明世（9）                                                       | 妖怪ろくろ首でファンを見送り                                                            | 「罰ボックス」の選択抽選で罰ゲーム決定 | ○                      |
| 40     | 6月5日         | 水野真裕美（6）、江藤愛（11）、田中みな実（21）、小林悠（14）、佐藤渚（18）、古谷有美（19）、吉田明世（26）、林みなほ（14） ／ボンソワール田村（審査員 ※後編のみ）                                                             | DVD発売記念! 女子アナの罰ファン感謝祭 〜女子アナの罰名物企画 怒涛の2番勝負〜             | 吉田明世（9）                                                       | 妖怪ろくろ首でファンを見送り                                                            | 「罰ボックス」の選択抽選で罰ゲーム決定 | ○                      |
| 41     | 6月12日        | 水野真裕美（7）、江藤愛（12）、田中みな実（22）、小林悠（15）、佐藤渚（19）、古谷有美（20）、吉田明世（27）、林みなほ（15） ／飯田直樹（パンケーキのスペシャリスト）                                                           | パンはお台場だけのものじゃない!! 女子アナの罰パンケーキ戦争in夏サカス                    | なし                                                                | なし                                                                                    | 「夏サカス」終了後にパンケーキの売り上げが低い人が罰の対象者となり 罰ゲームとして『最恐霊スポットにいる子どもの霊にパンケーキをお供え』（仮）が設定、結果は#54で発表                                   | ○ 特別編あり           |
| 42     | 6月19日        | 江藤愛（13）、田中みな実（23）、小林悠（16）、佐藤渚（20） | ここが変だよ女子アナ                                                                     | 佐藤渚（6）                                                         | アウトレイジな会議室                                                                    | 「罰ボックス」の選択抽選で罰ゲーム決定 | ○                      |
| 43     | 6月26日        | 田中みな実（24）、佐藤渚（21）、吉田明世（28）、林みなほ（16） ／古賀シュウ（ものまねタレント・審査員） | 女子アナ ダメまね対決                                                                    | 佐藤渚（7）                                                         | 夜の赤坂サカスで一人コンサート                                                          | | ○                      |
| 44     | 7月3日         | 田中みな実（25）、小林悠（17）、佐藤渚（22）、古谷有美（21）、吉田明世（29）、林みなほ（17） | ウソつきは誰だ! 女子アナ ウソ発見器                                                      | 林みなほ（5）                                                       | TBS 1日コラおじさん                                                                     | TBS局内で、1日中おじさんから、いきなり「コラ!」と言われる | ○                      |
| 45     | 7月10日        | 田中みな実（25）、小林悠（17）、佐藤渚（22）、古谷有美（21）、吉田明世（29）、林みなほ（17） | ウソつきは誰だ! 女子アナ ウソ発見器                                                      | 林みなほ（5）                                                       | TBS 1日コラおじさん                                                                     | TBS局内で、1日中おじさんから、いきなり「コラ!」と言われる | ○                      |
| 46     | 7月17日        | 田中みな実（26）、小林悠（18）、佐藤渚（23）、古谷有美（22） ／小笠原亘（実況）･渡辺喜功（審判） | 女子アナ卓球対決                                                                         | 田中みな実（4）                                                     | ビートたけしで一人ランチ （鬼瓦権造の扮装にて）                                         | 田中みな実は2013年1月の特番 以来半年ぶりに罰を受けた | ○                      |
| 47     | 7月24日        | 田中みな実（27）、小林悠（19）、吉田明世（30）、林みなほ（18） ／ 杉山真也（MC） | 女子アナの罰 パンケーキPR大作戦                                                          | 小林悠（6）                                                         | シンバルモンキーで1人街頭PR                                                             | 本編と別に試食ゲストが出演 みのもんた（担当 小林・吉田） 吉川美代子（担当 林） 薬丸裕英・岡江久美子（担当 江藤）                                                                                       | ○                      |
| 48     | 7月31日        | 田中みな実（28）、佐藤渚（24）、林みなほ（19） | 女子アナ 体力測定                                                                        | 佐藤渚（8）                                                         | AD桑ちゃん（＝ガーリー桑原）の1日気まぐれおつかい                                       | | ○                      |
| 49     | 8月7日         | 田中みな実（29）、佐藤渚（25）、吉田明世（31）、林みなほ（20） | 驚いちゃダメ!                                                                            | 吉田明世（10）                                                      | 星一徹にダルビッシュが鍛えられる!                                                       | ユニホームはダルビッシュ有が所属している（MLB）｢テキサスレンジャーズ｣仕様だが、顔がゴールデンボンバーの樽美酒研二のメイクで罰を受けた。                                                                | ○                      |
| 50     | 8月21日        | 田中みな実（30）、佐藤渚（26）、古谷有美（23）、林みなほ（21） | ここが変だよ女子アナ第2弾                                                                | 古谷有美（4）                                                       | 1日ド〜ン!おばさん （TBS局内で、1日中おばさんから「ド〜ン!」と驚かされる）              | 本編外（8月21日放送分）で｢パンケーキ戦争｣で売り上げが最下位にいる水野真裕美によるPRの模様を放送 | ○                      |
| 51     | 8月28日        | 田中みな実（30）、佐藤渚（26）、古谷有美（23）、林みなほ（21） | ここが変だよ女子アナ第2弾                                                                | 古谷有美（4）                                                       | 1日ド〜ン!おばさん （TBS局内で、1日中おばさんから「ド〜ン!」と驚かされる）              | 本編では古谷が2013年2月（#28・ガチメール対決）以来半年ぶりに罰を受けた | ○                      |
| ※SP II | 8月24日        | 江藤愛（14）、田中みな実（31）、小林悠（20）、佐藤渚（27）、古谷有美（24）、吉田明世（32）、林みなほ（22） ／美馬怜子（初）、岩崎千明（初）、松本あゆ美（初）、上野優花（初）、寺田ちひろ（初）、浅賀優美（初） 、玉木碧（初） | 女子アナの罰SP ｢昼下がりの女子アナクイズバトル｣                                          | なし                                                                | エイリアンでイタリアン （TBS女子アナチームが負けた場合のみ）                            | 詳細は#昼下がりの女子アナクイズバトルを参照 | × 特番のため未配信     |
| 52     | 9月4日         | 田中みな実（32）、小林悠（21）、吉田明世（33） ／BBゴロー（審査員） | 女子アナ 怖い話選手権                                                                    | 田中みな実（5）                                                     | オバQの妹（P子）で、フジQの戦慄迷宮（Q）                                                | | ○                      |
| 53     | 9月11日        | － | 富澤たけしのベストヒット罰ゲーム                                                         | なし                                                                | なし                                                                                    | この放送で富澤が選んだ1位は#33で佐藤渚が受けた｢シルビアの伝統を継げ!E.T.の着ぐるみを着てお台場からTBSまで自転車通勤!!｣だった                                                                           | ○                      |
| 54     | 9月18日        | 水野真裕美（8）、田中みな実（33）、小林悠（22）、佐藤渚（28）、古谷有美（25）、吉田明世（34）、林みなほ（23） ／飯田直樹（パンケーキのスペシャリスト）                                                                         | パンケーキ戦争結果発表                                                                   | 小林悠（7）                                                         | 最恐霊スポットにいる霊にパンケーキをお供え                                              | 結果発表で売上げ1位だったのは 吉田の｢ベリーベリー美肌パンケーキ｣だった。 | ○                      |
| 55     | 9月25日        | 佐藤渚（29）、吉田明世（35）、林みなほ（24） | 打ち合わせマナー対決                                                                     | 佐藤渚（9）                                                         | エイリアンでイタリアン                                                                  | | ○                      |
| 56     | 10月2日        | 田中みな実（34）、佐藤渚（30）、吉田明世（36） ／寺田ちひろ（2）、玉木碧（2）、竹内紫麻（初） 竹原慎二（ゲスト）、伊藤隆佑（実況）                                                                                             | 女子アナ大運動会 2013 秋                                                                 | なし                                                                | アウトレイジなボクシングジム （TBS女子アナチームが負けた場合のみ）                      | 6種目で競った結果｢50480点 - 465点｣でTBS女子アナチームが勝利 負けたセントフォースチームは（事実上の罰で）｢一発芸で番組を締める｣を行った                                                                 | － YouTube公式配信終了 |
| 57     | 10月9日        | 田中みな実（34）、佐藤渚（30）、吉田明世（36） ／寺田ちひろ（2）、玉木碧（2）、竹内紫麻（初） 竹原慎二（ゲスト）、伊藤隆佑（実況）                                                                                             | 女子アナ大運動会 2013 秋                                                                 | なし                                                                | アウトレイジなボクシングジム （TBS女子アナチームが負けた場合のみ）                      | 6種目で競った結果｢50480点 - 465点｣でTBS女子アナチームが勝利 負けたセントフォースチームは（事実上の罰で）｢一発芸で番組を締める｣を行った                                                                 | － YouTube公式配信終了 |
| 58     | 10月16日       | 水野真裕美（9）、田中みな実（35）、吉田明世（37）、林みなほ（25） ／ボンソワール田村（審査員） | 私服がダサい女子アナは誰だ!? 秋のファッションチェック 2013                               | 林みなほ（6）                                                       | 1日 地味ドッキリ10連発                                                                  | | － YouTube公式配信終了 |
| 59     | 10月23日       | 田中みな実（36）、佐藤渚（31）、古谷有美（26）、林みなほ（26） ／元木大介（ゲスト）、新タ悦男（実況） | みんなの力で1点をもぎ取れ!! 女子アナはじめての野球 （TBS女子アナチームが負けた場合のみ） | 田中みな実（6）、林みなほ（7）／大久保佳代子（2）、伊達みきお（初） | みんなでドミノ2000個倒すまで どこにも行けませんから!                                    | 女子アナ初めてシリーズ第1弾! 今回の罰は連帯責任として番組MC（大久保&伊達）も参加、途中で田村プロデューサも参加した。                                                                                   | － YouTube公式配信終了 |
| 60     | 10月30日       | 田中みな実（36）、佐藤渚（31）、古谷有美（26）、林みなほ（26） ／元木大介（ゲスト）、新タ悦男（実況） | みんなの力で1点をもぎ取れ!! 女子アナはじめての野球 （TBS女子アナチームが負けた場合のみ） | 田中みな実（6）、林みなほ（7）／大久保佳代子（2）、伊達みきお（初） | みんなでドミノ2000個倒すまで どこにも行けませんから!                                    | 女子アナ初めてシリーズ第1弾! 今回の罰は連帯責任として番組MC（大久保&伊達）も参加、途中で田村プロデューサも参加した。                                                                                   | － YouTube公式配信終了 |
| 61     | 11月6日        | 田中みな実（37）、吉田明世（38）、林みなほ（27） ／加藤敬二（審査員） | 女子アナ ソング＆ダンス対決                                                              | 田中みな実（7）                                                     | 超希少!｢半沢直樹｣の倍返し饅頭を10箱ゲット! （ただし、TBSストアでなく製造元に出向き･･･） | 劇団四季｢ソング&ダンス 60｣とコラボ企画 | － YouTube公式配信終了 |
| 62     | 11月13日       | 田中みな実（37）、吉田明世（38）、林みなほ（27） ／加藤敬二（審査員） | 女子アナ ソング＆ダンス対決                                                              | 田中みな実（7）                                                     | 超希少!｢半沢直樹｣の倍返し饅頭を10箱ゲット! （ただし、TBSストアでなく製造元に出向き･･･） | 劇団四季｢ソング&ダンス 60｣とコラボ企画 | － YouTube公式配信終了 |
| 63     | 11月20日       | 田中みな実（38）、小林悠（23）、佐藤渚（32）、古谷有美（27）、林みなほ（28） ／ブルボンヌ、肉乃小路ニクヨ（仕掛け人） | じゃんけん                                                                               | 田中みな実（8）                                                     | おかまバーに1日体験入店おかま                                                           | この回は#34と同様に罰ゲームがメイン企画 舞台も前回同様、フルボンヌがママを務めるお店で執行された | － YouTube公式配信終了 |
| 64     | 11月27日       | 田中みな実（39）、佐藤渚（33）、古谷有美（28）、林みなほ（29）、小林由未子（初） ／升田尚宏（査員）、具志堅用高（トークゲスト）                                                                                                | アナウンサー適正テスト                                                                   | 古谷有美（5）                                                       | リアル貞子出勤                                                                          | | － YouTube公式配信終了 |
| 65     | 12月4日        | 水野真裕美（10）、田中みな実（40）、小林悠（24）、佐藤渚（34）、林みなほ（30）、小林由未子（2） ／山下剛史（鑑定士） | 女子アナお宝鑑定団                                                                       | 小林悠（8）                                                         | 街角チューチュートレイン                                                                | 今回の罰は｢街角｣だけに渋谷センター街や麻布十番で行った。 | － YouTube公式配信終了 |
| 66     | 12月11日       | 水野真裕美（10）、田中みな実（40）、小林悠（24）、佐藤渚（34）、林みなほ（30）、小林由未子（2） ／山下剛史（鑑定士） | 女子アナお宝鑑定団                                                                       | 小林悠（8）                                                         | 街角チューチュートレイン                                                                | 今回の罰は｢街角｣だけに渋谷センター街や麻布十番で行った。 | － YouTube公式配信終了 |
| 67     | 12月18日       | 田中みな実（41）、佐藤渚（35）、吉田明世（39）、小林由未子（3） | 女子アナだけのトークSP                                                                   | 小林由未子（初）                                                    | 自力（歩き距離3km）でTBSまで帰社                                                        | 今回は｢4つテーマ｣でトークを繰り広げたあと、最後に収録欠席の番組MC（大久保&伊達）より罰を決める裏テーマとして、トーク中に「つらい・やだ・やりたくない」を一番多く発言した小林由未子が罰ゲームとなった。 | － YouTube公式配信終了 |

#### 2014年
| ※SP Ⅲ | 1月5日  | 水野真裕美（11）、田中みな実（42）、小林悠（25）、佐藤渚（36）、吉田明世（40）、林みなほ（30） ／佐々木佑花（初）、前田阿希子（初）、吉岡直子（初）、福田典子（初）   | 新春!女子アナの罰                                            | 佐々木佑花（初）、前田阿希子（初）、吉岡直子（初）、福田典子（初）／大久保佳代子（3） | ピコピコ!ポコポコ! 女子アナもぐらたたき                                  | 詳細は#新春!女子アナの罰を参照 |
| 68    | 1月8日  | 田中みな実（43）、佐藤渚（37）、林みなほ（31） ／武田修宏（ゲスト）、駒田健吾（実況）                                                                                 | 女子アナ はじめてのフットサル                                | なし                                                                                  | 大盛りカキ氷を食べるまで帰れません （TBS女子アナチームが負けた場合のみ） | 女子アナ初めてシリーズ第2弾 変則ルール行いつつも林がゴールを決め、罰ゲームを回避した。                                                                                   |
| 69    | 1月15日 | 田中みな実（43）、佐藤渚（37）、林みなほ（31） ／武田修宏（ゲスト）、駒田健吾（実況）                                                                                 | 女子アナ はじめてのフットサル                                | なし                                                                                  | 大盛りカキ氷を食べるまで帰れません （TBS女子アナチームが負けた場合のみ） | 女子アナ初めてシリーズ第2弾 変則ルール行いつつも林がゴールを決め、罰ゲームを回避した。                                                                                   |
| 70    | 1月22日 | 田中みな実（44）、小林悠（26）、佐藤渚（38）、吉田明世（41）、林みなほ（32）、小林由未子（4）                                                                         | 女子アナ TBSでガチかくれんぼ                                 | 佐藤渚（10）                                                                          | キンキン!真冬の｢大盛りカキ氷｣                                            | |
| 71    | 1月29日 | 田中みな実（45）、佐藤渚（39）、古谷有美（29）、林みなほ（33）、小林由未子（5） ／高橋マネージャー（弁護人）、ボンソワール田村（原告証人）                            | MC伊達 なんか気持ち悪い裁判                                  | 伊達みきお（2）                                                                       | 財布の中の全てのお金でご飯をおごる                                       | 今回は伊達みきおをドッキリに掛けた企画 |
| 72    | 2月5日  | 田中みな実（46）、佐藤渚（40）、古谷有美（30）、林みなほ（34）、小林由未子（6） ／ボンソワール田村                                                                    | 女子アナ感謝企画 おつかれちんパーティ → 一流グルメ見極め対決 | 小林由未子（2）                                                                       | 真冬の激流下り                                                           | 今回は#13同様の企画、提供された料理の中から一流でない1品選んで当てる。 小林由未子だけ不正解で罰ゲームを受ける。                                                          |
| 73    | 2月12日 | 田中みな実（47）、佐藤渚（41）、吉田明世（42）、林みなほ（35）、小林由未子（7）                                                                                       | 女子アナ サバイバル運試し!                                   | 林みなほ（8）                                                                         | 自腹でお祓い                                                             | 7つの運試し（ゲーム企画）を行い当たりが多かった林みなほが罰となった |
| 74    | 2月19日 | 田中みな実（48）、佐藤渚（42）、吉田明世（43）、林みなほ（36）、小林由未子（8） ／具志堅用高、安田大サーカス 、尾形貴弘〔パンサー〕                                   | 活かすも殺すも女子アナ次第! 芸人処理GP                       | 林みなほ（9）                                                                         | 安田大サーカスの 一日団員                                                | 罰となった林は団長安田の代わりに 林大サーカスの団長となってクロちゃん・HIROと一緒に赤坂サカスの街頭でコント披露                                                          |
| 75    | 2月26日 | 田中みな実（48）、佐藤渚（42）、吉田明世（43）、林みなほ（36）、小林由未子（8） ／具志堅用高、安田大サーカス 、尾形貴弘〔パンサー〕                                   | 活かすも殺すも女子アナ次第! 芸人処理GP                       | 林みなほ（9）                                                                         | 安田大サーカスの 一日団員                                                | 罰となった林は団長安田の代わりに 林大サーカスの団長となってクロちゃん・HIROと一緒に赤坂サカスの街頭でコント披露                                                          |
| 76    | 3月5日  | 小林悠（27）、佐藤渚（43）、吉田明世（44）、林みなほ（37） ／田村裕〔麒麟〕（ゲスト)、石井大裕（実況）                                                                | 女子アナ はじめてのバスケットボール                          | 佐藤渚（11）                                                                          | 般若店員 (般若メイクで接客)                                              | 女子アナ初めてシリーズ第3弾 林･吉田がシュートを決めたが、設定の5点以下だったので罰ゲームが決定した。                                                                     |
| 77    | 3月12日 | 小林悠（27）、佐藤渚（43）、吉田明世（44）、林みなほ（37） ／田村裕〔麒麟〕（ゲスト)、石井大裕（実況）                                                                | 女子アナ はじめてのバスケットボール                          | 佐藤渚（11）                                                                          | 般若店員 (般若メイクで接客)                                              | 女子アナ初めてシリーズ第3弾 林･吉田がシュートを決めたが、設定の5点以下だったので罰ゲームが決定した。                                                                     |
| 78    | 3月19日 | 江藤愛（15）、田中みな実（49）、小林悠(28)、佐藤渚(44）、古谷有美（31）、吉田明世（45）、林みなほ（38）、小林由未子（9） ／富澤たけし〔サンドウィッチマン〕、田村恵里 | 女子アナの罰アワード                                         | 吉田明世（11）／田村恵里（初）                                                        | E.T.とエイリアンで退社                                                   | VTRによるコメント出演 加藤シルビア、林将勝（週刊プレイボーイ）、 肉乃小路ニクヨ、デーモン閣下                                                                            |
| 79    | 3月26日 | 江藤愛（15）、田中みな実（49）、小林悠(28)、佐藤渚(44）、古谷有美（31）、吉田明世（45）、林みなほ（38）、小林由未子（9） ／富澤たけし〔サンドウィッチマン〕、田村恵里 | 女子アナの罰アワード                                         | 吉田明世（11）／田村恵里（初）                                                        | E.T.とエイリアンで退社                                                   | 罰（E.T.とエイリアンで退社）はTBSから渋谷駅を経て恵比寿駅へ（約7.5kmの道のりを）行く。 吉田明世の罰としては、2013年8月（#49・驚いじゃダメ）以来約7ヶ月ぶりに罰を受けた。 |

## 特番

### シルビア軍vsみな実軍　罰をかけた仁義なき戦いSP
TBSにて2013年1月26日放送
番組開始から繰り広げた加藤シルビアと田中みな実の抗争、この因縁の2人に白黒付けるためチーム戦でタイアップ企画の『4番勝負』に挑み勝敗を期す、負けた方（リーダー）は壮絶な罰ゲーム受ける。
- チームは下記の通りに分かれた。
  - シルビア軍（加藤シルビア、江藤愛、小林悠、吉田明世）
  - みな実軍（田中みな実、佐藤渚、古谷有美、林みなほ）

| 第1対決  | TO BE WHITE（ネイチャーラボ） NA:小林悠                                                  | 加藤シルビア、江藤愛、小林悠 田中みな実、佐藤渚、古谷有美 審査員:山中千代（TO BE WHITE、営業マネージャー）  | オリジナルCM対決                                                                         | シルビア軍「○○注意報」(27点) みな実軍「TO BE Married」(19点) | 27対19で「シルビア軍」の先勝 （シルビア軍1勝）                                           |
| 第2対決  | ほけんの窓口 NA:吉田明世                                                                 | 加藤シルビア、小林悠、吉田明世 田中みな実、古谷有美、林みなほ 審査員:岡本有加（ほけんの窓口グループ、広報） | オリジナル保険対決 （※保険の考案をプレゼン）                                             | シルビア軍 ・加藤:暴言保険(15点) ・小林:開帳保険(14点) ・吉田:アナウンサー保険(13点) みな実軍 ・田中:酒ルビア保険(19点) ・古谷:み〜んなの有みな実 ご祝儀保険(22点) ・林:年も取るのも怖くない保険(16点→14点) | 合計点数42対55で「みな実軍」の勝利 （シルビア軍1勝：みな実軍1勝）                        |
| 第3対決  | COCO塾（ニチイ学館） NA:田中みな実                                                       | 加藤シルビア、吉田明世 田中みな実、佐藤渚 審査員:エンジェロ・マッコール（COCO塾新宿校インストラクター）     | シチュエーション別英会話対決                                                             | シルビア軍 加藤(27点) / 吉田(22点) みな実軍 田中(29点) / 佐藤(8点) | 合計点数49対37で「シルビア軍」の勝利 （シルビア軍2勝：みな実軍1勝）                      |
| 第4対決  | モスバーガー NA:佐藤渚                                                                   | 加藤シルビア、小林悠、吉田明世 田中みな実、佐藤渚、古谷有美 補足解説:太田恒有（モスバーガー、商品開発部）   | モスバーガー 人気ランキング対決                                                          | 女性に人気のハンバーガーランキング / カロリーがライトなハンバーガーランキング | 2問とも当てた「みな実軍」の勝利 （シルビア軍2勝：みな実軍2勝）                           |
| 最終対決 | ※モスバーガーの会議室                                                                    | 加藤シルビア（小林悠、吉田明世） 田中みな実（佐藤渚、古谷有美）                                             | 叩いてかぶってジャンケンポン!                                                            | 加藤が防御してない田中の頭をピコピコハンマーで叩いて加藤が勝利する。 | 対戦成績がシルビア3勝：みな実2勝で「シルビア軍」の勝利で終わった                         |
| 結果     | 「とごしぎんざ商店街」にて、田中みな実の罰ゲーム『リアル鬼メイクで豆まき』が執行された。 | 「とごしぎんざ商店街」にて、田中みな実の罰ゲーム『リアル鬼メイクで豆まき』が執行された。                    | 「とごしぎんざ商店街」にて、田中みな実の罰ゲーム『リアル鬼メイクで豆まき』が執行された。 | 「とごしぎんざ商店街」にて、田中みな実の罰ゲーム『リアル鬼メイクで豆まき』が執行された。 | 「とごしぎんざ商店街」にて、田中みな実の罰ゲーム『リアル鬼メイクで豆まき』が執行された。 |

### 昼下がりの女子アナクイズバトル
TBSにて2013年8月24日放送
TBS女子アナvsフリーアナウンサーのクイズバトル!、会社員として常識ある振る舞いを必要とされるTBS女子アナチームが勝つのか?、それとも仕事に貪欲にならなければいけないフリーアナウンサーチームが勝つのか?、前回のSP同様チーム戦でタイアップ企画の｢クイズ｣に挑み（クイズの正解した）ポイントで勝敗を決める。
- チームは下記の通りに分かれた。
  - TBS女子アナチーム
    - 江藤愛、田中みな実、小林悠、佐藤渚、古谷有美、吉田明世、林みなほ

  - 大久保軍（フリーアナウンサーチーム）
    - 美馬怜子、岩崎千明、松本あゆ美、上野優花、寺田ちひろ、浅賀優美、玉木碧

- 今回は、TBS女子アナチームが最終ポイントで負けた場合のみ罰として『エイリアンでイタリアン』が設定。
  - ただし、TBS女子アナチームが最終ポイントで勝った場合は罰を免除（大久保軍は勝敗関係なしに免除）。

| 第1ラウンド | THEグローバル社 NA:田中みな実 & 美馬怜子 | 田中みな実、佐藤渚、古谷有美、林みなほ 美馬怜子、松本あゆ美、上野優花、浅賀優美 | 物件の値段当て、穴埋めクイズなど | TBS女子アナ 24 - 14 大久保軍 | |
| 第2ラウンド | アクサダイレクト生命保険 NA:吉田明世 | 江藤愛、田中みな実、佐藤渚、吉田明世 岩崎千明、上野優花、寺田ちひろ、玉木碧 | 穴埋めクイズ、保険加入に関する問題など | TBS女子アナ 44 - 38 大久保軍 | |
| 第3ラウンド | 富士急ハイランド NA:岩崎千明 | 田中みな実、小林悠、吉田明世 岩崎千明、浅賀優美、玉木碧 | 遊園地内の｢リサとガスパールタウン｣関するクイズ | TBS女子アナ 54 - 48 大久保軍 | |
| 第3ラウンド | 富士急ハイランド NA:岩崎千明 | 田中みな実、小林悠、吉田明世 岩崎千明、浅賀優美、玉木碧 | 大逆転クイズとして｢キング・オブ・コースター・FUJIYAMA｣から出題 | 最終得点は｢TBS女子アナ 10064 - 58 大久保軍｣でTBS女子アナチームの勝利で罰ゲームを回避した | |
| 結果        | TBS女子アナチーム勝利で罰ゲームを回避では番組的には成立しないので、負けたフリーアナウンサーチームが大久保軍を冠していたため、大久保佳代子に罰が回わり施設内のステージで堀ちえみの｢夕暮れ気分｣を唄って番組を締めた。 | TBS女子アナチーム勝利で罰ゲームを回避では番組的には成立しないので、負けたフリーアナウンサーチームが大久保軍を冠していたため、大久保佳代子に罰が回わり施設内のステージで堀ちえみの｢夕暮れ気分｣を唄って番組を締めた。 | TBS女子アナチーム勝利で罰ゲームを回避では番組的には成立しないので、負けたフリーアナウンサーチームが大久保軍を冠していたため、大久保佳代子に罰が回わり施設内のステージで堀ちえみの｢夕暮れ気分｣を唄って番組を締めた。 | TBS女子アナチーム勝利で罰ゲームを回避では番組的には成立しないので、負けたフリーアナウンサーチームが大久保軍を冠していたため、大久保佳代子に罰が回わり施設内のステージで堀ちえみの｢夕暮れ気分｣を唄って番組を締めた。 | TBS女子アナチーム勝利で罰ゲームを回避では番組的には成立しないので、負けたフリーアナウンサーチームが大久保軍を冠していたため、大久保佳代子に罰が回わり施設内のステージで堀ちえみの｢夕暮れ気分｣を唄って番組を締めた。 |

### 新春!女子アナの罰
TBSほかで2014年1月5日放送
今回はいつものアナ罰メンバーに加えJNN各局からHBC、CBC、MBS、RKB（何れもJNN基幹局）の看板女性アナウンサー軍団と、女子アナの意地とプライドを賭けたガチンコ対決を繰り広げる1時間の特番。
今回のスペシャル版でも、各企業の協力を得てたタイアップ企画で対決する。
- チームは下記の通りに分かれた。
  - TBS女子アナチーム
    - 水野真裕美、田中みな実、小林悠、佐藤渚、吉田明世、林みなほ

  - 大久保軍団（JNN女子アナチーム）
    - 佐々木佑花（HBC）、前田阿希子（MBS）、吉岡直子（CBC）、福田典子（RKB）

- 今回は、三番勝負で最終ポイントで負けたチーム罰を受ける、罰ゲームとして『ピコピコ!ポコポコ! 女子アナもぐらたたき』が設定された。

| 第1ラウンド | ディズニー映画最新作 ｢アナと雪の女王｣ （※｢アナと雪の女王｣と番組のコラボ企画） NA:水野真裕美 | 水野真裕美、田中みな実、小林悠、佐藤渚、吉田明世、林みなほ 佐々木佑花、前田阿希子、吉岡直子、福田典子 | ｢女子アナ カラオケ対決｣ 日本語版の映画主題歌を歌うMay J.をゲストに向かえ、日本版主題歌『Let It Go〜ありのままで〜』をチーム全員で歌唱。 | TBSチーム 84.728P - 84.338P 大久保軍 （※点数は採点機能付きのカラオケによる採点） | |
| 第2ラウンド | ソリマチ株式会社 NA:吉田明世 | 水野真裕美、田中みな実、小林悠、佐藤渚、吉田明世、林みなほ 佐々木佑花、前田阿希子、吉岡直子、福田典子 | ｢ソリマチかるた対決｣（2人1組の対抗戦） | TBSチーム 55P - -5P 大久保軍 累計139.728P - 79.338Pで｢TBSチーム｣がリード | |
| 第3ラウンド | MINI NA:前田阿希子 | 吉田明世、林みなほ 佐々木佑花、吉岡直子 | ミニ・クロスオーバーを使った｢ミニ車庫入れ対決｣ ドライバー:吉田、佐々木 ナビゲート:林、吉岡 | 車庫入れが速く終わったTBSチームが勝利（100P加算） | |
| 結果        | 最終得点は｢239.728P - 79.338P｣でTBS女子アナチームの勝利 今回は負けた大久保軍団の4名（佐々木、前田、吉岡、福田）と（今回も）｢大久保軍団｣を冠してたため、 大久保佳代子も連帯責任となり5名で『ピコピコ!ポコポコ! 女子アナもぐらたたき』のもぐらに扮し、勝ったTBS女子アナチームに叩かれる罰を受けた。 | 最終得点は｢239.728P - 79.338P｣でTBS女子アナチームの勝利 今回は負けた大久保軍団の4名（佐々木、前田、吉岡、福田）と（今回も）｢大久保軍団｣を冠してたため、 大久保佳代子も連帯責任となり5名で『ピコピコ!ポコポコ! 女子アナもぐらたたき』のもぐらに扮し、勝ったTBS女子アナチームに叩かれる罰を受けた。 | 最終得点は｢239.728P - 79.338P｣でTBS女子アナチームの勝利 今回は負けた大久保軍団の4名（佐々木、前田、吉岡、福田）と（今回も）｢大久保軍団｣を冠してたため、 大久保佳代子も連帯責任となり5名で『ピコピコ!ポコポコ! 女子アナもぐらたたき』のもぐらに扮し、勝ったTBS女子アナチームに叩かれる罰を受けた。 | 最終得点は｢239.728P - 79.338P｣でTBS女子アナチームの勝利 今回は負けた大久保軍団の4名（佐々木、前田、吉岡、福田）と（今回も）｢大久保軍団｣を冠してたため、 大久保佳代子も連帯責任となり5名で『ピコピコ!ポコポコ! 女子アナもぐらたたき』のもぐらに扮し、勝ったTBS女子アナチームに叩かれる罰を受けた。 | 最終得点は｢239.728P - 79.338P｣でTBS女子アナチームの勝利 今回は負けた大久保軍団の4名（佐々木、前田、吉岡、福田）と（今回も）｢大久保軍団｣を冠してたため、 大久保佳代子も連帯責任となり5名で『ピコピコ!ポコポコ! 女子アナもぐらたたき』のもぐらに扮し、勝ったTBS女子アナチームに叩かれる罰を受けた。 |

## スピンオフ企画
YouTubeの公式サイト上においてオリジナルのスピンオフ企画が公開されている。

### 女子アナのウラ罰
TBSの本放送終了後、YouTubeにアップされる動画、それぞれのアナウンサーが語る今回の反省点と仲間内で ウラの罰を受けるべき人を推薦、視聴者は各動画の再生回数と番組HPでの投票やコメント等の投票をもとにウラの罰を決定し、後日ウラの罰が執行する模様を公開。
| ｢ウラの罰｣配信リスト | ｢ウラの罰｣配信リスト                                                                 | ｢ウラの罰｣配信リスト                                                         | ｢ウラの罰｣配信リスト         | ｢ウラの罰｣配信リスト | ｢ウラの罰｣配信リスト                                        | ｢ウラの罰｣配信リスト                                                             |
| 回                   | 本放送の回及び企画                                                                   | 対象アナウンサー                                                             | 「ウラの罰」を受ける女子アナ | YouTube動画配信日    | 罰ゲーム企画                                                | 備考                                                                             |
| -------------------- | ------------------------------------------------------------------------------------ | ---------------------------------------------------------------------------- | ---------------------------- | -------------------- | ----------------------------------------------------------- | -------------------------------------------------------------------------------- |
| 1                    | #15 ダンス対決                                                                       | 加藤シルビア、田中みな実、佐藤渚、古谷有美、吉田明世                         | 田中みな実（1）              | 2013年1月21日        | 箱の中身はなんだろな → 苦手なモツを克服しろ!!               |                                                                                  |
| 2                    | #17 女子アナ ゴルフ対決 第1弾!                                                       | 加藤シルビア、林みなほ                                                       | 林みなほ（1）                | 2012年12月8日        | ガチでSASUKEに挑戦して番宣しろ                              | 林は「ゴルフ対決」に負け罰を受けた加藤シルビアと同様の河童メイクでチャレンジした |
| 3                    | #19・#20 女子アナグッズプレゼン対決                                                  | 加藤シルビア、田中みな実、小林悠、佐藤渚、古谷有美、吉田明世、林みなほ       | 古谷有美（1）                | 2013年1月5日         | 激痛!?足つぼマッサージ                                      | 古谷は本放送の罰とウラ罰、同一企画で2つの罰を受ける事となった                    |
| 4                    | #21 アドリブ実況対決                                                                 | 加藤シルビア、小林悠、古谷有美、吉田明世                                     | 小林悠（1）                  | 2013年2月2日         | 連続アドリブものまね                                        |                                                                                  |
| 5                    | #23・#24 女子アナによるかくし芸大会                                                  | 加藤シルビア、佐藤渚、古谷有美、吉田明世、林みなほ                           | 林みなほ（2）                | 2013年3月9日         | 1日AD研修                                                   |                                                                                  |
| 6                    | #25 局内期待値調査対決                                                               | 水野真裕美、佐藤渚、吉田明世、林みなほ                                       | 吉田明世（1）                | 2013年5月2日         | 吉田明世が一流のアナウンサーだという事を証明する            | 古谷は本放送で途中退席したので対象外となった                                     |
| 7                    | #27 ツッコミ対決                                                                     | 加藤シルビア、田中みな実、小林悠                                             | 田中みな実（2）              | 2013年5月9日         | ガラ・ルファが入った水槽に突っ込め                          |                                                                                  |
| 8                    | #29 テーブルマナー対決                                                               | 江藤愛、古谷有美、吉田明世、林みなほ                                         | 林みなほ（3）                | 2013年8月1日         | 番組特製コース料理                                          | 林は本放送の罰とウラ罰、同一企画で2つの罰を受ける事となった                      |
| 9                    | #31・#32 シルビア卒業式                                                              | 江藤愛、田中みな実、佐藤渚、古谷有美、吉田明世、林みなほ                     | 佐藤渚（1）                  | 2013年8月8日         | タイ古式マッサージ                                          |                                                                                  |
| 10                   | #33 女子アナ達が謎を解く名探偵アナン                                                 | 佐藤渚、古谷有美、吉田明世、林みなほ                                         | 吉田明世（2）                | 2013年8月22日        | 赤坂で全力疾走                                              | 全力坂同様に坂道（2箇所）を駆け上がる                                            |
| 11                   | #35 第二弾 アドリブ実況対決                                                          | 田中みな実、佐藤渚、吉田明世、林みなほ                                       | 佐藤渚（2）                  | 2013年10月17日       | クラシック音楽でアドリブ熱唱                                |                                                                                  |
| 12                   | #37 おしえて!女子アナ先生対決!                                                       | 江藤愛、田中みな実、佐藤渚、林みなほ                                         | 田中みな実（3）              | 2013年10月17日       | 好奇心旺盛な子供からの質問攻め                              |                                                                                  |
| 13                   | #39・#40 DVD発売記念！女子アナの罰ファン感謝祭 〜女子アナの罰名物企画怒涛の2番勝負〜 | 水野真裕美、江藤愛、田中みな実、小林悠、佐藤渚、古谷有美、吉田明世、林みなほ | 小林悠（2）                  | 2013年10月24日       | フィットネスクラブで1時間コース完走                         |                                                                                  |
| 14                   | #41 パンはお台場だけじゃない!! 女子アナの罰 パンケーキ戦争!in夏サカス                | 水野真裕美、江藤愛、田中みな実、小林悠、佐藤渚、古谷有美、吉田明世、林みなほ | 佐藤渚（3）                  | 2013年11月20日       | 美味しいシュークリームはどれだ!? 20個の中から本物を当てろ!! |                                                                                  |
| 15                   | #43 女子アナ ダメまね対決!                                                           | 田中みな実、佐藤渚、吉田明世、林みなほ                                       | 林みなほ（4）                | 2013年11月20日       | TBSドラマの名ゼリフものまね                                 | ものまねは各ドラマに沿った格好（コスプレ）で行った。                             |
| 16                   | #44・#45 ウソつきは誰だ! 女子アナ ウソ発見器                                         | 田中みな実、小林悠、佐藤渚、古谷有美、吉田明世、林みなほ                     | 古谷有美（2）                | 2013年11月27日       | 座禅で精神統一                                              |                                                                                  |
| 17                   | #47 女子アナの罰 パンケーキ戦争!in夏サカスPR大作戦                                   | 田中みな実、小林悠、吉田明世、林みなほ                                       | 小林悠（3）                  | 2014年1月8日         | 低周波マッサージを受けながらリポート                        | 小林悠は｢パンケーキ戦争｣関連で3回目（#47本編&ウラ罰、#54本編）の罰となった。     |
| 18                   | #49 驚いちゃダメ!                                                                    | 田中みな実、佐藤渚、吉田明世、林みなほ                                       | 佐藤渚（4）                  | 2014年1月8日         | 超ロングストローでペットボトルを飲みきる                    | 500mlの飲料を長さ約30mのストロー（チューブ）で完全に飲み干す                     |
| 19                   | #50・#51 ここが変だよ女子アナ第2弾                                                   | 田中みな実、佐藤渚、古谷有美、林みなほ                                       | 林みなほ（5）                | 2014年1月15日        | フラフープ回しながら早口言葉                                |                                                                                  |

### 女子アナ 抜き打ち私物チェック!
- YouTubeオリジナルスピンオフ企画第1弾!、女子アナ私物から何故かアナウンサーの行動やら色々といじられる企画

| ｢抜き打ち私物チェック!｣配信リスト | ｢抜き打ち私物チェック!｣配信リスト | ｢抜き打ち私物チェック!｣配信リスト | ｢抜き打ち私物チェック!｣配信リスト | ｢抜き打ち私物チェック!｣配信リスト | ｢抜き打ち私物チェック!｣配信リスト              | ｢抜き打ち私物チェック!｣配信リスト |
| 回                                | 順番                              | 対象アナウンサー                  | MC                                | YouTube動画配信日                 | 備考                                           |                                   |
| --------------------------------- | --------------------------------- | --------------------------------- | --------------------------------- | --------------------------------- | ---------------------------------------------- | --------------------------------- |
| 第1弾                             | 1                                 | 佐藤渚                            | 田中みな実                        | 2012年10月26日                    | #13｢1クールお疲れさまパーティー??｣収録前に撮影 |                                   |
| 第1弾                             | 2                                 | 吉田明世                          | 田中みな実                        | 2012年11月2日                     | #13｢1クールお疲れさまパーティー??｣収録前に撮影 |                                   |
| 第1弾                             | 3                                 | 加藤シルビア                      | 田中みな実                        | 2012年11月9日                     | #13｢1クールお疲れさまパーティー??｣収録前に撮影 |                                   |
| 第1弾                             | 3                                 | 田中みな実                        | 加藤シルビア                      | 2012年11月9日                     | #13｢1クールお疲れさまパーティー??｣収録前に撮影 |                                   |
| 第2弾                             | 1                                 | 林みなほ                          | 加藤シルビア                      | 2012年11月16日                    | #19&20｢女子アナグッズプレゼン対決｣収録前に撮影 |                                   |
| 第2弾                             | 2                                 | 小林悠                            | 加藤シルビア                      | 2012年11月23日                    | #19&20｢女子アナグッズプレゼン対決｣収録前に撮影 |                                   |
| 第3弾                             | 1                                 | 古谷有美                          | 水野真裕美                        | 2013年5月15日                     | #39&40女子アナの罰ファン感謝祭｣収録後に撮影    |                                   |
| 第3弾                             | 2                                 | 江藤愛                            | 水野真裕美                        | 2013年5月22日                     | #39&40女子アナの罰ファン感謝祭｣収録後に撮影    |                                   |
| 第3弾                             | 3                                 | 水野真裕美                        | 江藤愛･古谷有美                   | 2013年5月22日                     | #39&40女子アナの罰ファン感謝祭｣収録後に撮影    |                                   |

### 女子アナ シチュエーションメッセージ!
- YouTubeオリジナルスピンオフ企画第2弾!、女子アナたちが｢気持ちを込めたメッセージ｣を送る企画

| ｢シチュエーションメッセージ!｣配信リスト | ｢シチュエーションメッセージ!｣配信リスト | ｢シチュエーションメッセージ!｣配信リスト | ｢シチュエーションメッセージ!｣配信リスト | ｢シチュエーションメッセージ!｣配信リスト | ｢シチュエーションメッセージ!｣配信リスト |
| 回                                      | アナウンサー                            | お題の設定                              | シチュエーションタイトル                | YouTube動画配信日                       | 備考                                    |
| --------------------------------------- | --------------------------------------- | --------------------------------------- | --------------------------------------- | --------------------------------------- | --------------------------------------- |
| 1                                       | 古谷有美                                | ｢受験生のアナタ｣へ･･･                   | 古谷有美が同級生だったら･･･             | 2012年11月30日                          |                                         |
| 2                                       | 加藤シルビア                            | ｢受験生のアナタ｣へ･･･                   | 加藤シルビアが姉だったら･･･             | 2012年12月7日                           |                                         |
| 3                                       | 吉田明世                                | ｢受験生のアナタ｣へ･･･                   | 吉田明世が妹だったら･･･                 | 2012年12月14日                          |                                         |
| 4                                       | 小林悠                                  | ｢受験生のアナタ｣へ･･･                   | 小林悠が家庭教師だったら･･･             | 2012年12月21日                          |                                         |
| 5                                       | 江藤愛                                  | ｢受験生のアナタ｣へ･･･                   | 江藤愛が先輩だったら･･･                 | 2012年12月28日                          |                                         |
| 6                                       | 田中みな実                              | ｢受験生のアナタ｣へ･･･                   | 田中みな実が後輩だったら･･･             | 2013年1月4日                            |                                         |
| 7                                       | 林みなほ                                | ｢受験生のアナタ｣へ･･･                   | 林みなほが先輩だったら･･･               | 2013年1月11日                           |                                         |
| 8                                       | 佐藤渚                                  | ｢就活生のアナタ｣へ･･･                   | 佐藤渚が大学の先輩だったら･･･           | 2013年1月18日                           |                                         |

### 女子アナ スピンオフ女子会!
- YouTubeオリジナルスピンオフ企画第3弾!、女子アナ3人の｢のんびり女子トーク｣

| 第1弾  | その 1          | 水野真裕美･小林悠･林みなほ | 2013年2月8日  |  |
| 第1弾  | その 2          | 水野真裕美･小林悠･林みなほ | 2013年2月15日 |  |
| 第1弾  | その 3          | 水野真裕美･小林悠･林みなほ | 2013年2月22日 |  |
| 第1弾  | その 4          | 水野真裕美･小林悠･林みなほ | 2013年3月1日  |  |
| 第2弾  | その 1          | 佐藤渚･古谷有美･吉田明世   | 2013年3月15日 |  |
| 第2弾  | その 2          | 佐藤渚･古谷有美･吉田明世   | 2013年3月22日 |  |
| 第2弾  | その 3          | 佐藤渚･古谷有美･吉田明世   | 2013年3月29日 |  |
| 第2弾  | その 4          | 佐藤渚･古谷有美･吉田明世   | 2013年4月5日  |  |
| 第2弾  | その 5          | 佐藤渚･古谷有美･吉田明世   | 2013年4月12日 |  |
| 特別編 | 未公開編 その 1 | 水野真裕美･小林悠･林みなほ | 2013年4月17日 |  |
| 特別編 | 未公開編 その 1 | 佐藤渚･古谷有美･吉田明世   | 2013年4月24日 |  |

### 女子アナ×カメラ
- YouTubeオリジナルスピンオフ企画第4弾!

各アナが｢お気に入り｣をテーマにプライベート写真を公開する企画
| 1 | 林みなほ | 2013年9月18日 |  |
| 2 | 吉田明世 | 2013年9月25日 |  |

## ネット局と放送時間

### レギュラー放送
最終回時点
| 放送対象地域 | 放送局             | 系列    | 放送期間                       | 放送日時                                      | 遅れ       |
| ------------ | ------------------ | ------- | ------------------------------ | --------------------------------------------- | ---------- |
| 関東広域圏   | TBSテレビ（TBS）   | TBS系列 | 2012年7月16日 - 2014年3月26日  | 水曜 25:28 - 25:58                            | 【制作局】 |
| 中京広域圏   | CBCテレビ（CBC）   | TBS系列 | 2012年10月2日 - 2014年7月31日  | 木曜 25:46 - 26:16                            | 127日遅れ  |
| 宮城県       | 東北放送（TBC）    | TBS系列 | 2012年11月1日 - 2014年4月29日  | 火曜 24:43 - 25:13                            | 34日遅れ   |
| 北海道       | 北海道放送（HBC）  | TBS系列 | 2013年1月14日 - 2014年6月24日  | 火曜 24:39 - 25:10                            | 90日遅れ   |
| 長野県       | 信越放送（SBC）    | TBS系列 | 2013年4月3日 - 2014年5月1日    | 水曜 24:53 - 25:23                            | 36日遅れ   |
| 広島県       | 中国放送（RCC）    | TBS系列 | 2013年4月8日 - 2014年7月2日    | 水曜 24:38 - 25:08                            | 98日遅れ   |
| 大分県       | 大分放送（OBS）    | TBS系列 | 2013年4月16日 - 2014年6月17日  | 火曜 10:20 - 10:50                            | 83日遅れ   |
| 宮崎県       | 宮崎放送（MRT）    | TBS系列 | 2013年4月17日 - 2014年9月3日   | 水曜 25:00 - 25:30                            | 161日遅れ  |
| 新潟県       | 新潟放送（BSN）    | TBS系列 | 2013年4月29日 - 2014年4月24日  | 木曜 24:59 - 25:29                            | 29日遅れ   |
| 日本全域     | TBSチャンネル1     | CS放送  | 2013年7月27日 - 2014年6月28日  | 土曜 10:30 - 11:00 再放送：土曜 10:00 - 10:30 | 94日遅れ   |
| 高知県       | テレビ高知（KUTV） | TBS系列 | 2013年10月2日 - 2014年5月7日   | 水曜 23:58 - 24:28                            | 42日遅れ   |
| 岩手県       | IBC岩手放送（IBC） | TBS系列 | 2013年10月16日 - 2014年5月28日 | 水曜 24:41 - 25:11                            | 63日遅れ   |

#### 単発・不定期放送
備考欄の●印は後にレギュラー放送に転換、▲印は不定期放送から一時レギュラー放送に転換された時期がある、△印は不定期放送から一時レギュラー放送に転換するも、再度不定期放送となり、後にレギュラー放送に再転換。
| 放送対象地域   | 放送局                    | 系列    | 初回放送日（初回放送回） | 備考 |
| -------------- | ------------------------- | ------- | ------------------------ | --- |
| 宮崎県         | 宮崎放送（MRT）           | TBS系列 | 2012年8月15日（第1回）   | ● #1から#8までは不定期放送。 |
| 富山県         | チューリップテレビ（TUT） | TBS系列 | 2012年8月21日（第1回）   | △ 2012年内は不定期番組として放送し、#23から#30までレギュラー放送。再度不定期で数回放送後、2013年7月6日（#37）より再びレギュラー放送化。 |
| 熊本県         | 熊本放送（RKK）           | TBS系列 | 2012年9月25日（第1回）   | ▲ 不定期で数回放送後、#12から#32までレギュラー放送。                                                                                    |
| 長野県         | 信越放送（SBC）           | TBS系列 | 2012年10月1日（第10回）  | ● ランダムで数回放送後、#11からレギュラー放送化（欠番あり）。                                                                           |
| 広島県         | 中国放送（RCC）           | TBS系列 | 2012年11月10日（第1回）  | ● #19からレギュラー放送化（欠番あり）。                                                                                                 |
| 山形県         | テレビユー山形（TUY）     | TBS系列 | 2012年12月25日（第1回）  | 主に定期放送番組の穴埋め番組として、月に2-3回放送。                                                                                     |
| 愛媛県         | あいテレビ（itv）         | TBS系列 | 2013年1月12日（第1回）   | 主に土曜・日曜昼間に穴埋め番組として放送。                                                                                              |
| 福岡県         | RKB毎日放送（RKB）        | TBS系列 | 2013年2月5日（第1回）    | 2013年7月から不定期放送。 |
| 岡山県・香川県 | 山陽放送（RSK）           | TBS系列 | 2013年2月5日（第24回）   | ●→▲ 2回（#24･27）放送後、#28から#75までレギュラー放送。                                                                                 |
| 鹿児島県       | 南日本放送（MBC）         | TBS系列 | 2013年5月11日（第33回）  | 主に穴埋め番組として放送。 |
| 福島県         | テレビユー福島（TUF）     | TBS系列 | 2013年8月25日（第43回）  | ●→▲ Nスタが18:00開始変更によって空いた枠で単発放送。その後、#56から#75までレギュラー放送。                                              |

#### 過去のネット局
| 放送対象地域 | 放送局                    | 系列    | 放送期間                                            |
| ------------ | ------------------------- | ------- | --------------------------------------------------- |
| 長崎県       | 長崎放送（NBC）           | TBS系列 | 2013年4月23日 - 10月8日                             |
| 石川県       | 北陸放送（MRO）           | TBS系列 | 2013年5月14日 - 2014年1月14日                       |
| 富山県       | チューリップテレビ（TUT） | TBS系列 | 2013年2月4日 - 3月25日 2013年7月6日 - 2014年3月29日 |

### 特番放送

#### シルビア軍vsみな実軍　罰をかけた仁義なき戦いSP
| 放送対象地域 | 放送局                    | 系列    | 放送日時                     | 遅れ       |
| ------------ | ------------------------- | ------- | ---------------------------- | ---------- |
| 関東広域圏   | TBSテレビ（TBS）          | TBS系列 | 2013年1月26日 15:30 - 16:54  | 【制作局】 |
| 福島県       | テレビユー福島（TUF）     | TBS系列 | 2013年3月10日 14:00 - 15:30  | 43日遅れ   |
| 静岡県       | 静岡放送（SBS）           | TBS系列 | 2013年3月16日 15:00 - 16:24  | 49日遅れ   |
| 宮城県       | 東北放送（TBC）           | TBS系列 | 2013年3月17日 15:24 - 16:54  | 50日遅れ   |
| 広島県       | 中国放送（RCC）           | TBS系列 | 2013年4月1日 24:58 - 26:28   | 65日遅れ   |
| 熊本県       | 熊本放送（RKK）           | TBS系列 | 2013年4月11日 25:33 - 27:03  | 75日遅れ   |
| 新潟県       | 新潟放送（BSN）           | TBS系列 | 2013年4月22日 23:58 - 25:28  | 86日遅れ   |
| 岩手県       | IBC岩手放送（IBC）        | TBS系列 | 2013年6月30日 14:00 - 15:24  | 154日遅れ  |
| 山形県       | テレビユー山形（TUY）     | TBS系列 | 2013年8月9日 24:50 - 26:14   | 194日遅れ  |
| 富山県       | チューリップテレビ（TUT） | TBS系列 | 2013年9月21日 15:24 - 16:48  | 238日遅れ  |
| 長野県       | 信越放送（SBC）           | TBS系列 | 2013年12月30日 13:00 - 14:24 | 338日遅れ  |

#### 昼下がりの女子アナクイズバトル
| 放送対象地域 | 放送局           | 系列    | 放送日時                     | 遅れ       |
| ------------ | ---------------- | ------- | ---------------------------- | ---------- |
| 関東広域圏   | TBSテレビ（TBS） | TBS系列 | 2013年8月24日 14:00 - 15:00  | 【制作局】 |
| 新潟県       | 新潟放送（BSN）  | TBS系列 | 2013年10月24日 25:14 - 26:07 | 61日遅れ   |

#### 新春!女子アナの罰
| 放送対象地域   | 放送局                    | 系列    | 放送日時                    | 遅れ       |
| -------------- | ------------------------- | ------- | --------------------------- | ---------- |
| 近畿広域圏     | 毎日放送（MBS）           | TBS系列 | 2014年1月5日 12:54 - 13:55  | 126分先行  |
| 福岡県         | RKB毎日放送（RKB）        | TBS系列 | 2014年1月5日 14:00 - 14:54  | 60分先行   |
| 関東広域圏     | TBSテレビ（TBS）          | TBS系列 | 2014年1月5日 15:00 - 15:54  | 【制作局】 |
| 北海道         | 北海道放送（HBC）         | TBS系列 | 2014年1月5日 15:00 - 15:54  | 同時ネット |
| 宮城県         | 東北放送（TBC）           | TBS系列 | 2014年1月5日 15:00 - 15:54  | 同時ネット |
| 山形県         | テレビユー山形（TUY）     | TBS系列 | 2014年1月5日 15:00 - 15:54  | 同時ネット |
| 福島県         | テレビユー福島（TUF）     | TBS系列 | 2014年1月5日 15:00 - 15:54  | 同時ネット |
| 山梨県         | テレビ山梨（UTY）         | TBS系列 | 2014年1月5日 15:00 - 15:54  | 同時ネット |
| 長野県         | 信越放送（SBC）           | TBS系列 | 2014年1月5日 15:00 - 15:54  | 同時ネット |
| 中京広域圏     | 中部日本放送（CBC）       | TBS系列 | 2014年1月5日 15:00 - 15:54  | 同時ネット |
| 富山県         | チューリップテレビ（TUT） | TBS系列 | 2014年1月5日 15:00 - 15:54  | 同時ネット |
| 岡山県・香川県 | 山陽放送（RSK）           | TBS系列 | 2014年1月5日 15:00 - 15:54  | 同時ネット |
| 愛媛県         | あいテレビ（itv）         | TBS系列 | 2014年1月5日 15:00 - 15:54  | 同時ネット |
| 長崎県         | 長崎放送（NBC）           | TBS系列 | 2014年1月5日 15:00 - 15:54  | 同時ネット |
| 鹿児島県       | 南日本放送（MBC）         | TBS系列 | 2014年1月5日 15:00 - 15:54  | 同時ネット |
| 岩手県         | IBC岩手放送（IBC）        | TBS系列 | 2014年1月9日 24:13 - 25:07  | 5日遅れ    |
| 広島県         | 中国放送（RCC）           | TBS系列 | 2014年1月11日 15:25 - 16:25 | 7日遅れ    |
| 青森県         | 青森テレビ（ATV）         | TBS系列 | 2014年1月13日 23:58 - 24:52 | 9日遅れ    |
| 高知県         | テレビ高知（KUTV）        | TBS系列 | 2014年1月22日 23:58 - 24:52 | 18日遅れ   |

## DVD
- TBSでは初めてとなる女子アナ番組のDVD化、2013年4月26日に「1巻&2巻」同時発売。[102]
1本につき4回分ずつ収録されている。

| タイトル                     | 発売日        | 収録回         | 備考                |
| ---------------------------- | ------------- | -------------- | ------------------- |
| 女子アナの罰 第1巻「試練編」 | 2013年4月26日 | #2,#5,#8,#14   | セルDVDのみ特典映像 |
| 女子アナの罰 第2巻「根性編」 | 2013年4月26日 | #9,#12,#13,#11 | セルDVDのみ特典映像 |

## 関連商品
- みな実・玉（ストレスボール）（2013年5月発売）[23]
- サウンドボールペン（2013年6月24日発売）[23]

## スタッフ
名前の後に◆を付したスタッフは、番組本編に登場していた。
- 構成：マッコイ斎藤（笑軍様）、佐藤俊明［地獄の番人[103]］
- TM：荒木健一（TBSテレビ技術局）
- カメラ：中島純
- VE：渡辺明
- 美術プロデューサー：東立（TBSテレビ美術センター）
- 美術制作：芳賀基広
- ヘアメイク：大岩乃里子
- CG：前川貢
- 車輌：スターラインエクスプレス
- 音効：松下俊彦、上島光央（ラビットムーンオフィス）
- 編集・MA：ザ・チューブ
- 宣伝：鈴木慎治（TBSテレビ）
- AP：市川舞子、白坂サカス◆[104]（笑軍様）（以前は、ディレクター）
- 編成：前田麻友（TBSテレビ編成局編成部）
- ディレクター：長谷部雄人、早坂渉（TBSテレビ情報制作局）／廣田彰大（シオプロ）／石川亮介（Elephant pro.）／白岩大輔（笑軍様）、佐藤祥
- 演出：ディレクターが週替わりで担当
- 企画：坂田栄治（以前は、編成）
- プロデューサー：田村恵里◆［ボンソワール田村］[16][17]（TBSテレビ情報制作局）
- 制作著作：TBS

### 旧スタッフ
- プロデューサー：菊野浩樹（TBSテレビ情報制作局） - 初回のみ担当
- チーフプロデューサー：笠原啓（TBSテレビ情報制作局） - 初回のみ担当
- ディレクター：上原一節、川島優子、寺田裕樹、高岡猛◆[9][8]（TBSテレビ情報制作局）
- アシスタントディレクター：柴田望美◆［しば柴田］ - TBS局内の人事異動により2013年夏まで[105]、雨宮正岳、桑原美幸◆［ガーリー桑原］

## 関連番組
- 大久保じゃあナイト - 当番組出演陣のMC大久保をはじめ、小林悠・吉田明世・林みなほの各アナウンサーや番組のメインスタッフが共通[106]